# Torfbahn Meschtscherskoje
| Torfbahn Meschtscherskoje             | Torfbahn Meschtscherskoje |
| ------------------------------------- | ------------------------- |
| Kreiselkipper Meschtscherskoje (Torf) |                           |
|                                       |                           |
| Streckenlänge:                        | 46 km                     |
| Spurweite:                            | 750 mm (Schmalspur)       |
| Streckengeschwindigkeit:              | 30 km/h                   |
|                                       |                           |

Die Torfbahn Meschtscherskoje (russisch Узкоколейная железная дорога Мещёрского торфопредприятия/Uskokoleinaja schelesnaja doroga Meschtschorskowo torfopredprijatija) ist eine Feldbahn in der russischen Oblast Rjasan.

## Geschichte
Der erste Abschnitt der Schmalspurbahn mit einer Spurweite von 750 mm und einer Länge von 46 km wurde 1952 eröffnet. Sie verbindet die Siedlung städtischen Typs Bolon mit einem Torfmoorgebiet. Im Jahr 2013 wurde das Torfwerk Peter Peat (russisch «Питэр Пит») gebaut und in Betrieb genommen.

## Fahrzeuge
Diesellokomotiven
- ТУ4 – № 2314, 2314, 2054
- ТУ6А – № 2540

Wagen
- Flachwagen
- Kesselwagen
- Personenwagen
- Offener Güterwagen ТСВ6А für Torf

Bahndienstfahrzeuge
- Schneepflug
- Gleisbaukran ППР
- Schienendrehkran
- Eisenbahn-Draisine
- Fahrbares Kraftwerk ЭСУ2а – № 1003, 997, 684

## Galerie

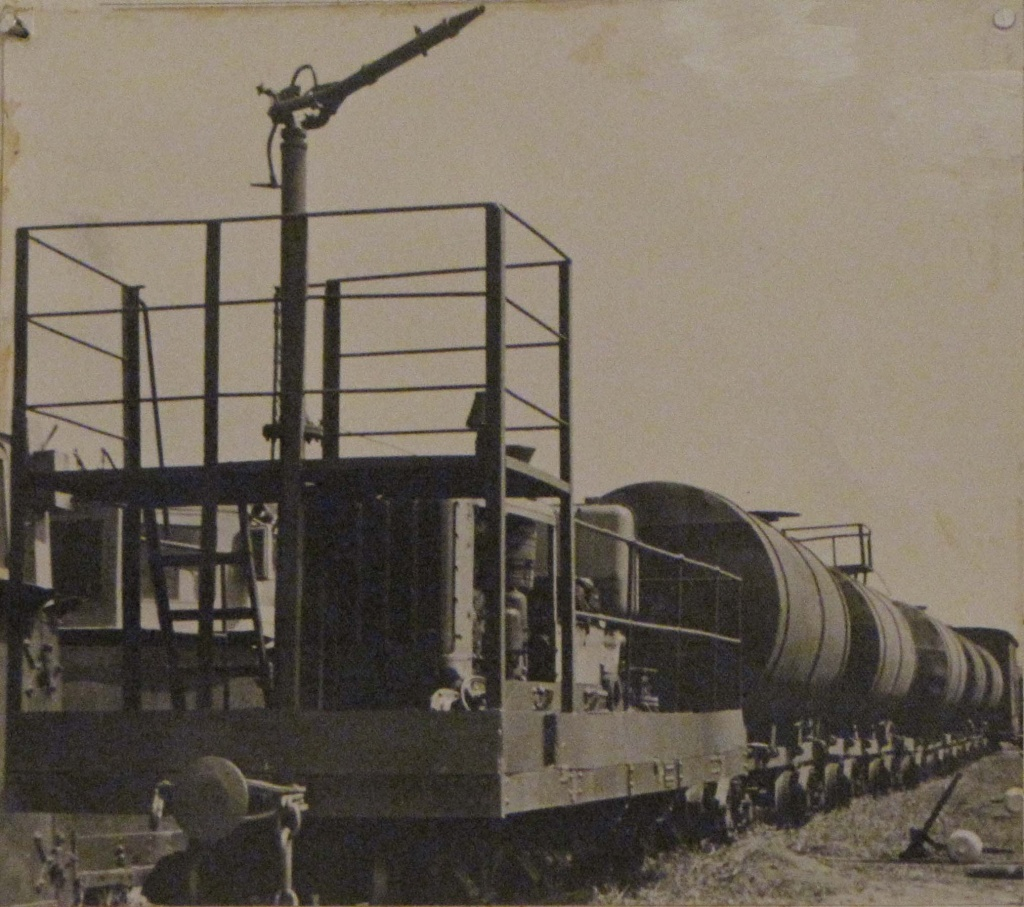
Feuerwehr-Löschzug
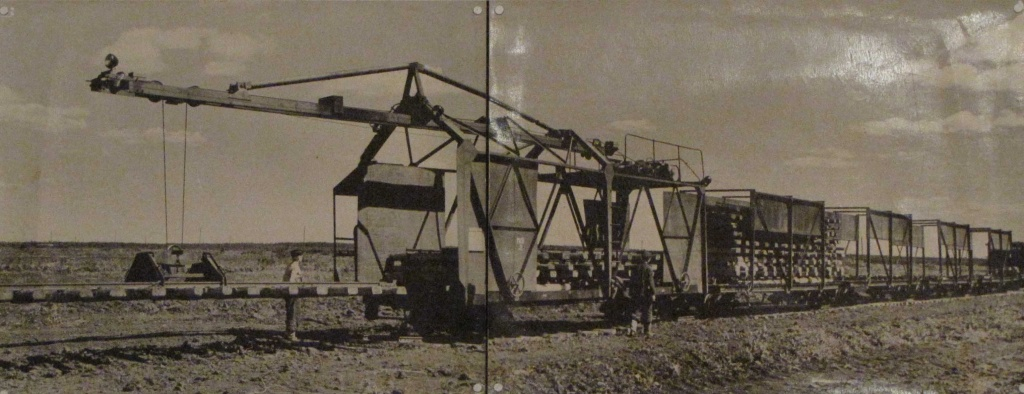
Gleisbaukran ППР
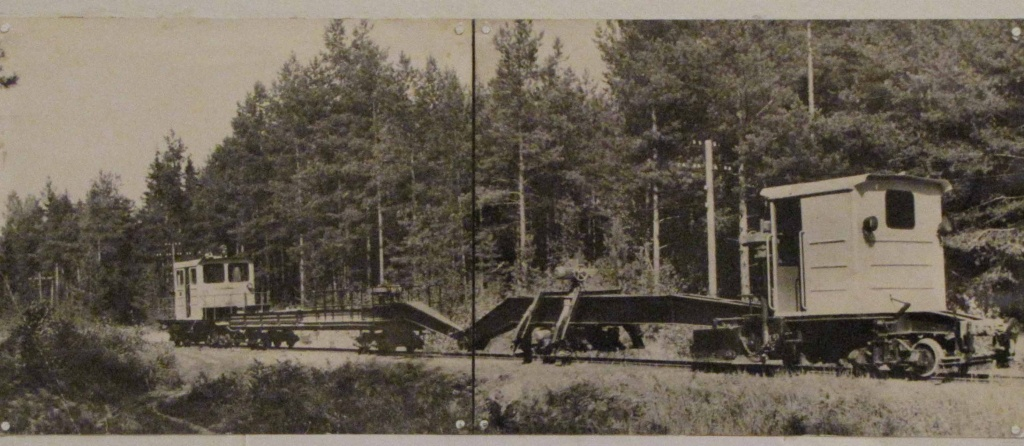
Bauzug
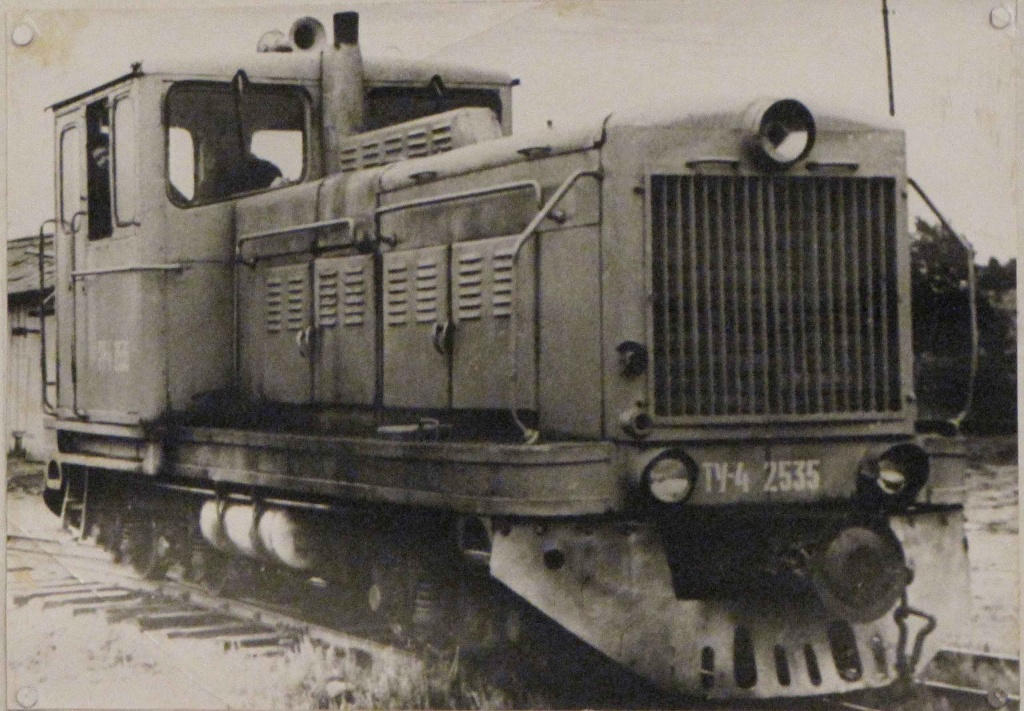
ТУ4–2535
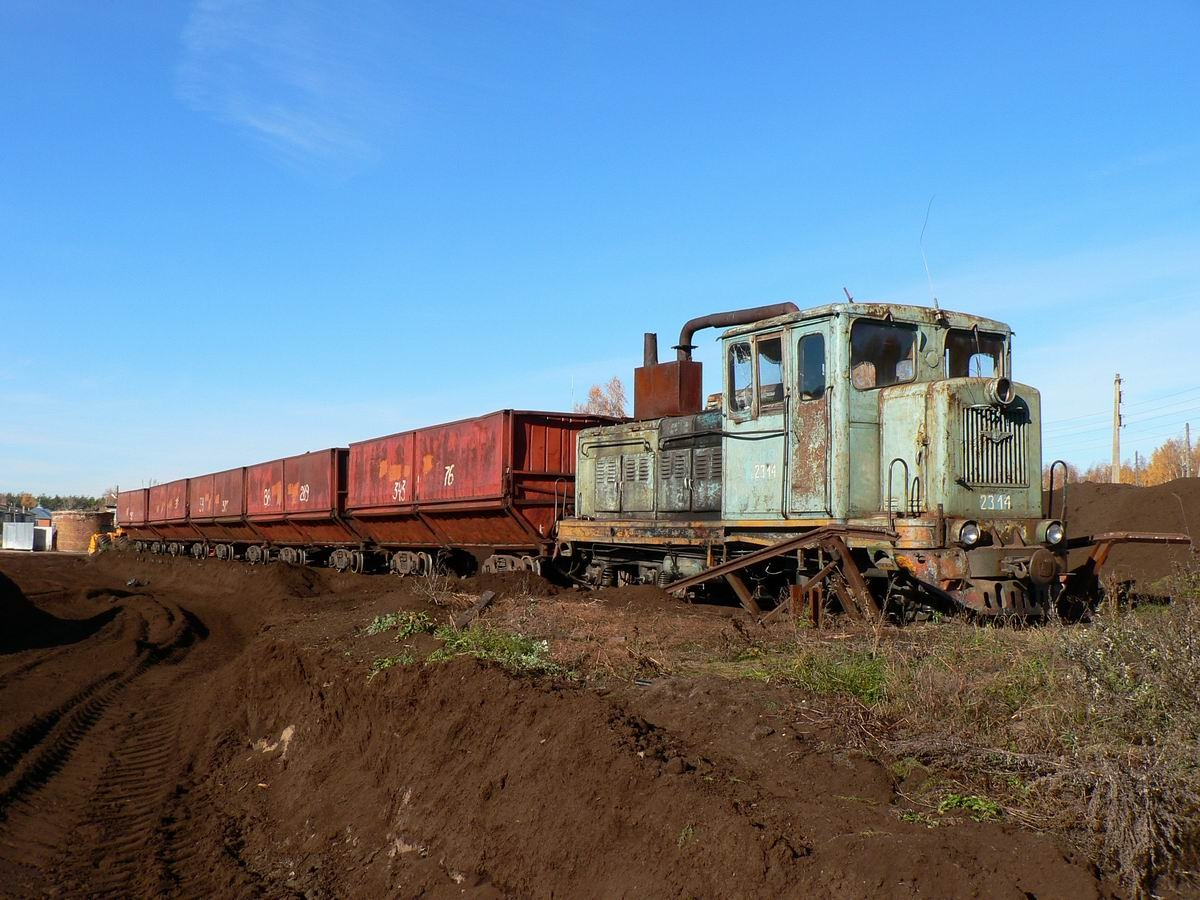
ТУ4–2314
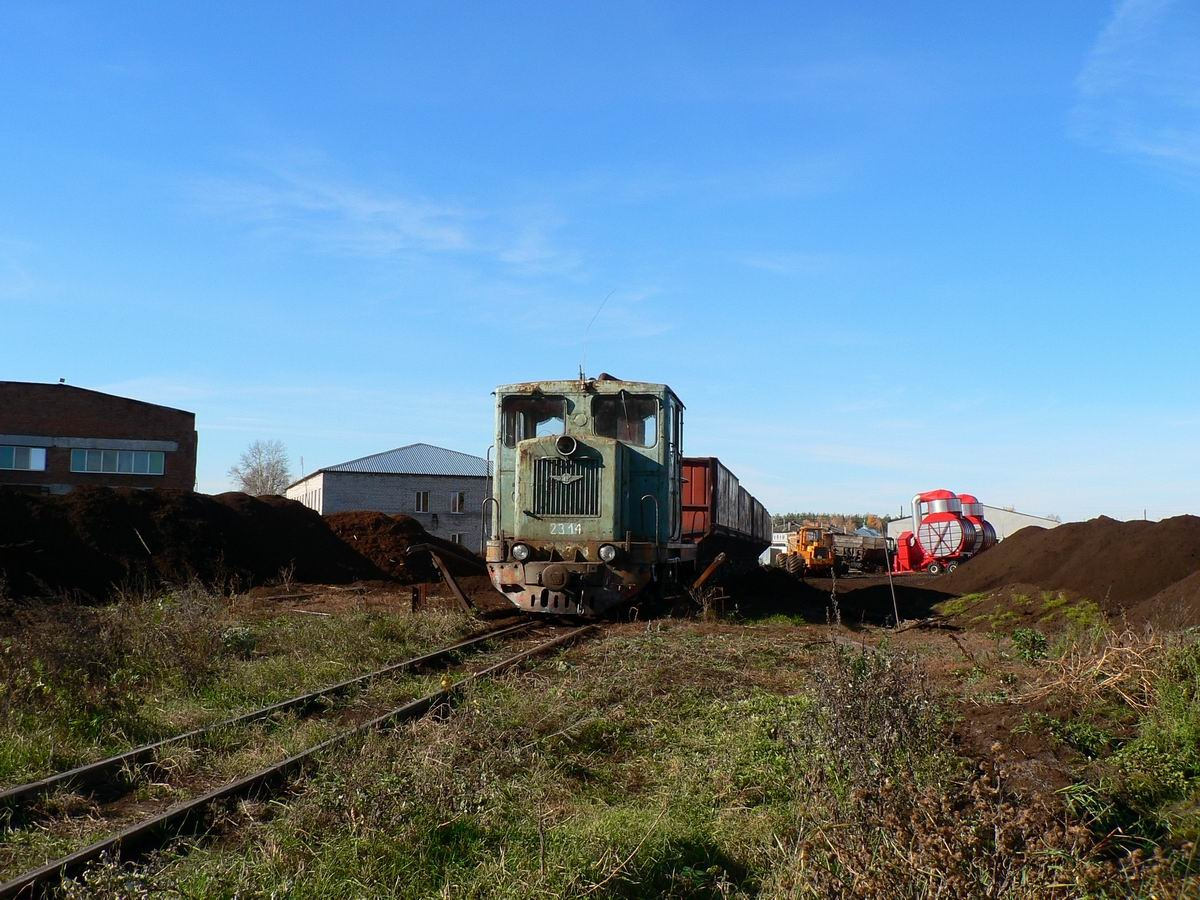
ТУ4–2314
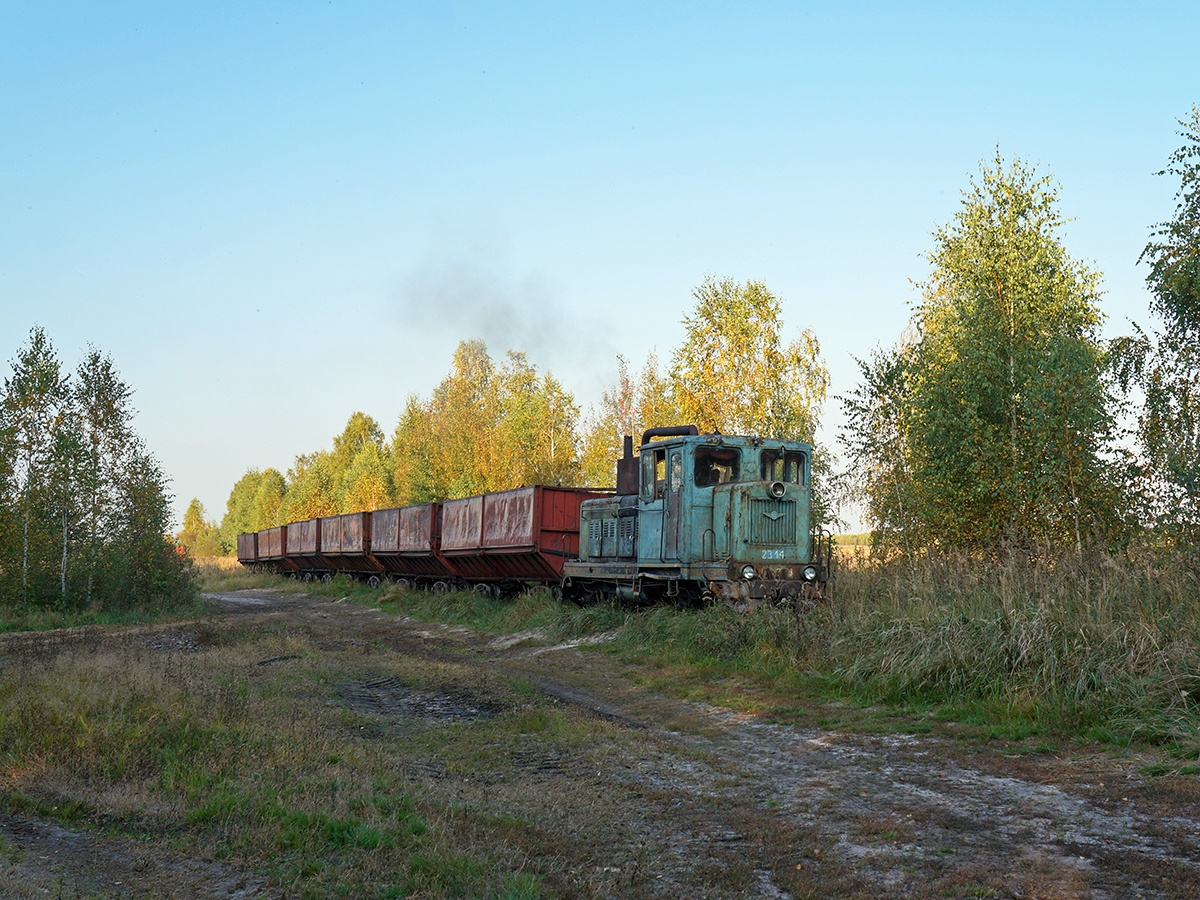
ТУ4–2314
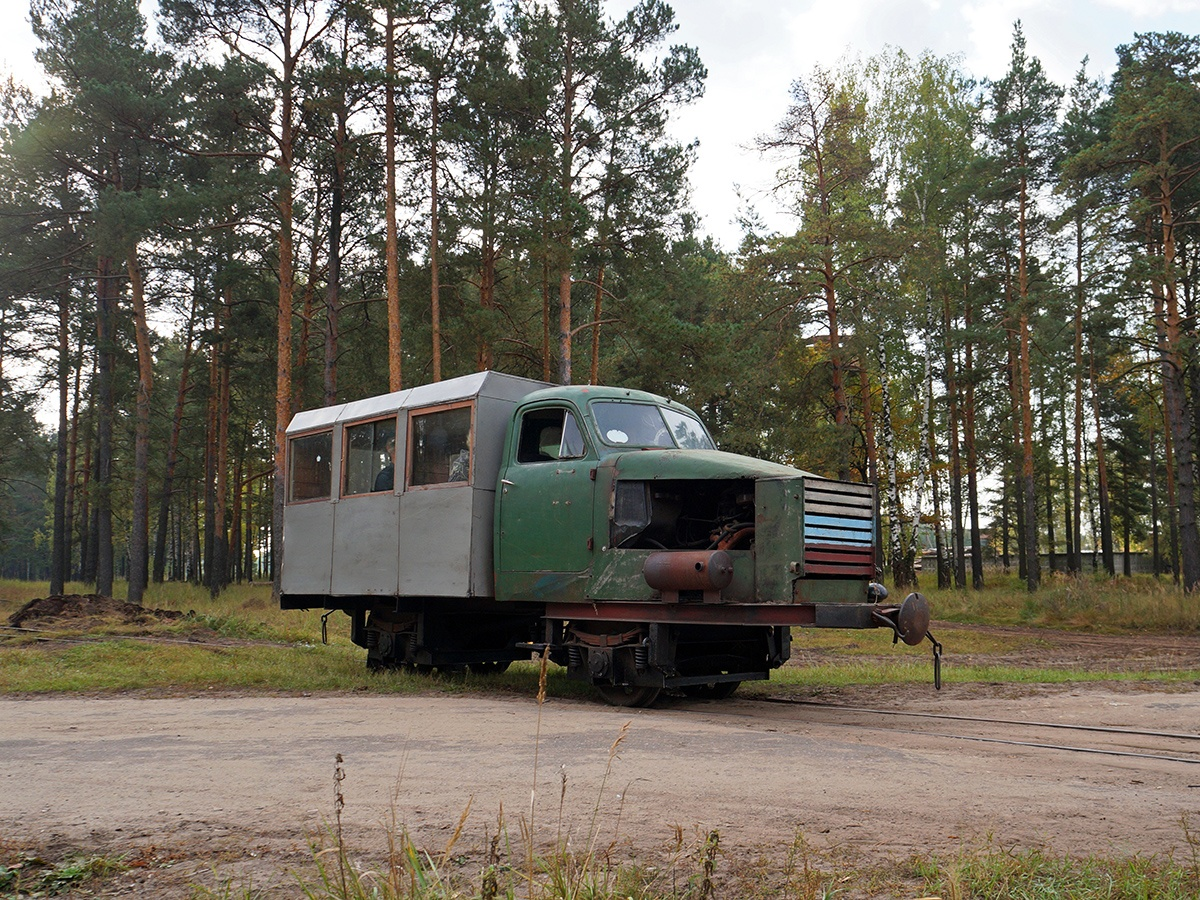
Eisenbahn-Draisine PMD-3